# 消費生活専門相談員
消費生活相談員・消費生活専門相談員（しょうひせいかつそうだんいん・しょうひせいかつせんもんそうだんいん）は、消費生活相談に応じるために一定水準以上の知識と能力を持ち合わせていると、独立行政法人国民生活センターの理事長が認定する者。
平成3年度から平成27年度までは公的資格である「消費生活専門相談員資格認定制度」が行われ、平成28年度から国家資格である「消費生活相談員資格試験」となった。消費生活専門相談員は公的資格で5年ごとの更新制、消費生活相談員は国家資格で更新はない。
受験資格の条件は無く、誰でも受験可能である。同センターが発行する「月刊国民生活」の毎年2月号に過去問題が掲載されている。